# Тараклійський державний університет імені Григорія Цамблака
Тараклійський державний університет імені Григорія Цамблака — вищий навчальний заклад у місті Тараклії. Цей виш є першим університетом Молдови серед болгарських спільнот. Урочисте відкриття відбулося 1 жовтня 2004 року за присутності президента Молдови Владіміра Вороніна та президента Болгарії Ґеорґія Пирванова. З 13 березня 2009 року університету присвоєно ім'я Григорія Цамбалака